# 大臣委員会
大臣委員会（だいじんいいんかい）とは、日本政府の府省の外局たる委員会のうち、法律で国務大臣をもってその長（委員長）に充てることと定められているものを指す用語である。現在これに該当するのは、国家公安委員会のみとなっている。2007年以前は大臣庁として防衛庁があった。これらの総称として大臣庁等、大臣委員会等という用語がある。

## 概説
数次にわたる中央省庁組織の改編に伴い、大臣を長とする委員会・庁に関する用語には次のような変遷がある。
大臣庁法律で国務大臣をもってその長に充てることと定められている庁（2007年1月9日の防衛庁の省昇格により対象となる庁が存在しなくなり、法制度としては廃止された）
大臣庁等法律で国務大臣をもってその長に充てることと定められている庁及び委員会（前同）
大臣委員会法律で国務大臣をもってその長に充てることと定められている委員会（2007年1月9日の大臣庁制度廃止に伴いそれまでの「大臣庁等」から庁を除外し、委員会のみを対象とする制度として登場）
大臣委員会等法律で国務大臣をもってその長に充てることと定められている委員会その他の機関（2008年12月31日施行の国家公務員法改正を機に定義が拡げられた）
国務大臣が各省の長（各省大臣）に補職されることは日本国憲法体制以降当然の事項であり、省について「大臣省」なる用語を用いて区別をすることはなかったが、省より格下の組織として庁が設置されるようになり、かつ、その庁の長たる長官については国務大臣をもって充てるものとそうでないものとがあったことから、前者を表す用語として「大臣庁」が用いられるようになった（官報では昭和57年2月17日付け官報資料版の「行政管理の現況―行政改革の動向―（行政管理庁）」に初めて登場するが、法令でこの用語が登場するのは2001年の中央省庁再編時である）。
2001年1月6日の中央省庁再編に至るまで、総理府に（時期により増減はあるが）10前後の庁が置かれ、一部（宮内庁など）を除きその多くは大臣庁として設置され閣僚名簿にも多くの「長官」が存在したが、同再編により総理府は内閣府に格上げ改組となり、併せてそれまでの大臣庁（防衛庁を除く）が内閣府本府・各省に統合されたため、大臣庁は防衛庁の1庁のみとなった。この再編に伴う各種法令の整備・改正において、「大臣庁」の用語が初めて法文に登場し、併せて、国務大臣をもって委員長に充てることとされている国家公安委員会を含めて言及する場合の用語として「大臣庁等」も登場した。
なお、内閣府の外局としては防衛庁のほかに金融庁があり、その統括者として内閣府特命担当大臣（金融担当）が置かれることから、一般的な解釈として同庁を「大臣庁」あるいは「大臣庁等」と認識することは可能であるが、法文上はそのどちらにも含まれなかった。これは、長官自体が国務大臣でなく「大臣庁」には当たらないこと、また、「大臣庁等」の「等」の趣旨が「類似するものを含む」という緩やかなものでなく明確に「国務大臣をもって委員長に充てる委員会」を指していることによる。また、復興庁には復興大臣が、デジタル庁にはデジタル大臣がそれぞれ置かれているが、そもそも復興庁及びデジタル庁は内閣総理大臣を主任の大臣とする、内閣に直接置かれる機関であり、外局とは性質を異にしている。
2007年1月9日の防衛庁の防衛省への昇格に伴い、内閣府に国務大臣を長とする庁は存在しなくなり、法文から「大臣庁」の語は削られ、「大臣庁等」の語は「大臣委員会」に置き換えられた。翌2008年12月31日施行の改正でさらに「大臣委員会等」に置き換えられ、かつての大臣庁をも包含する語となっているが、大臣委員会以外についての規定はないままである。

## かつての大臣庁とそれ以外の庁の主な違い
幹部職員
大臣庁は府省に準ずるものであるため、副長官（認証官）、長官政務官、事務次官が置かれていた。普通の庁にはそれらの職は置かれず、必要に応じて次長が置かれる。なお、中央省庁再編前の旧・総理府の大臣庁にあっては、後の副長官・長官政務官に相当する職として政務次官（総括政務次官を含む）が置かれていた。
内部部局
通常、普通の庁の内部部局の名称は「長官官房」及び「部」である。だが、大臣庁は府省に準ずるものであるため「長官官房」及び「局」とされていた。例外的に金融庁は大臣庁でないものの、「局」を使用している。
警察庁は大臣庁ではない（内閣府設置法上の外局たる庁ですらない）が「局」を置いている。長官官房についても、大臣庁以外では長官官房は置かれないか又は置いても官房長を置かないのが通例だが、警察庁は例外的に官房長を置いている。
上級官庁
大臣庁は内閣府（旧・総理府）に置かれた。法令上、「府」以外の各省の外局である庁の長官に国務大臣を充てることを禁じた条項はなかったが、内閣府（旧・総理府）以外に大臣庁が設置された（あるいは普通の庁が大臣庁に格上げされた）例はなかった。
庁内庁
大臣庁消滅による組織法改正前の内閣府の大臣庁等（国家公安委員会を含む）には、さらに委員会又は庁を設置することができることとされていた。旧・総理府時代にも同様の規定があり、金融再生委員会（委員長は国務大臣）に金融監督庁（のち金融庁）が置かれていた。また、「防衛庁に置かれた防衛施設庁がある」などから、誤った認識で「外局の外局」などがあるが、このような規定や法律は日本には存在しない。
庁内局
かつて海上保安庁は海上公安局に改組し保安庁の下部機関へ移管する旨の法律が制定・公布された。しかし施行期日が定められないままに、2年後の1954年8月1日に防衛庁が設置され、それに伴い海上公安局法が廃止されたため、海上保安庁の海上警備隊は防衛庁に移管されたが、海上保安庁の本体は存続し現在に至っている。
省内省
省の中に省を設置すること。現在、日本には一度も存在していない（アメリカ合衆国では存在している（国防総省））。

## 大臣委員会等の一覧
- 地方財政委員会 - 1948年1月7日-1949年5月31日、地方自治庁に改組
  - 地方自治庁 - 1949年6月1日-1952年7月31日、自治庁に改組
    - 自治庁 - 1952年8月1日-1960年6月30日、自治省に改組
- 国家公安委員会 - 1948年3月7日-
- 行政管理庁 - 1948年7月1日-1984年6月30日、総務庁に改組
  - 総務庁 - 1984年7月1日-2001年1月5日、総務省に改組
- 北海道開発庁 - 1950年6月1日-2001年1月5日、国土交通省に改組
- 保安庁 - 1952年8月1日-1954年6月30日、防衛庁に改組
  - 防衛庁 - 1954年7月1日-2007年1月8日、防衛省に改組
- 経済審議庁 - 1952年8月1日-1955年7月20日、経済企画庁に改組
  - 経済企画庁 - 1955年7月20日-2001年1月5日、内閣府に改組
- 科学技術庁 - 1956年5月19日-2001年1月5日、文部科学省に改組
- 首都圏整備委員会 - 1956年6月9日-1974年6月26日、国土庁に改組
  - 国土庁 - 1974年6月26日-2001年1月5日、国土交通省に改組
- 環境庁 - 1971年7月1日-2001年1月5日、環境省に改組
- 沖縄開発庁 - 1972年5月15日-2001年1月5日、内閣府に改組
- 金融再生委員会 - 1998年12月15日-2001年1月5日、金融庁に統合